# Triaenodes melanopeza
Triaenodes melanopeza är en nattsländeart som beskrevs av Arturs Neboiss och Wells 1998. Triaenodes melanopeza ingår i släktet Triaenodes och familjen långhornssländor. Inga underarter finns listade i Catalogue of Life.